# Max Hödel

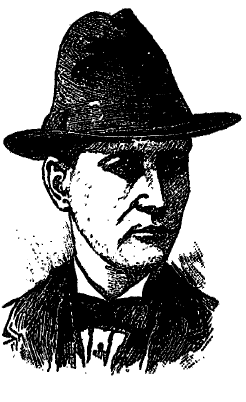
Max Hödel

Emil Heinrich Max Hödel (* 27. Mai 1857 in Leipzig; † 16. August 1878 in Berlin), genannt Lehmann, war ein deutscher Attentäter und zeitweise Mitglied der SAPD sowie Mitglied der vom kaiserlichen Hofprediger Adolf Stoecker gegründeten Christlich-sozialen Arbeiterpartei. Hödel ist der zweite namentlich bekannte Attentäter, der einen Anschlag auf Kaiser Wilhelm I. verübte. Einen solchen hatte bereits 1861 Oskar Becker unternommen. Drei Wochen nach Hödel gelang Karl Eduard Nobiling das einzige Attentat, bei dem Wilhelm I. ernstlich verletzt wurde. Ein vierter und letzter Anschlag, im Jahr 1883 von einer Anarchistengruppe um August Reinsdorf verübt, sollte ebenfalls scheitern.

## Leben
Hödel war Klempnergeselle und stammte aus Leipzig. Er wurde durch ein missglücktes Revolverattentat auf den deutschen Kaiser Wilhelm I., das er am 11. Mai 1878 Unter den Linden in Berlin verübte, bekannt.
Bei dem Attentat auf den in offener Kutsche fahrenden Kaiser wurde niemand verletzt, da alle abgefeuerten Schüsse den Kaiser verfehlten und auch sonst niemanden trafen. Dieses Attentat auf Wilhelm I. löste im ganzen Reich einen Sturm der Entrüstung aus und fand ein großes Echo in der Presse, wo Titelzeilen wie Das Attentat auf Seine Majestät den deutschen Kaiser sowie Die Tat eines Wahnsinnigen zu lesen waren. Otto von Bismarck nahm das Attentat am 24. Mai zum Anlass, im Reichstag ein „Gesetz zur Abwehr sozialdemokratischer Ausschreitungen“ zu beantragen. Dieser Gesetzesantrag fand jedoch keine Mehrheit im Reichstag.
Hödel wurde unmittelbar nach der Tat durch Schutzmänner festgenommen und am 10. Juli 1878 vom Preußischen Kammergericht wegen Hochverrat zum Tode verurteilt. Kronprinz Friedrich, der für den nach dem Nobiling-Attentat am 2. Juni 1878 schwer verletzten Kaiser die Stellvertretung übernommen hatte, bestätigte im August das Todesurteil gegen Hödel. Er wurde am 16. August 1878 im Gefängnis Berlin-Moabit von dem Scharfrichter Julius Krautz enthauptet. Hierzu hatte man sich ein altes Henkersbeil vom Märkischen Museum ausgeliehen.
Über Hödels Lebensende hieß es in der Celleschen Zeitung:

„‚Kommen Sie‘, sprach der Scharfrichter zu Hödel. Dieser sprang förmlich die 3 Stufen zum Schaffot  hinauf und entkleidete sich oben seines Rocks und Weste. In diesem Augenblicke ertönte das Armensünderglöcklein in der Anstalt. Mit unbeschreiblicher Frechheit blickte Hödel nach diesem Glöcklein hinauf und lächelte höhnisch den Anwesenden zu, dann warf er die Hosenträger ab, konnte aber einen Knopf des Oberhemdes nicht lösen, worauf einer der Scharfrichtergehülfen ihm dasselbe von hinten her herunterzog, so daß der Oberkörper bis über die Brust entblößt war. Die Scharfrichtergehülfen schnallten darauf den Verbrecher an Armen und Füßen fest und legten den Kopf in den Einschnitt des Blockes mit dem Gesicht nach unten, indem sie den Hinterkopf mit einem handbreiten Gurt festschnallten, so daß der Hals frei lag und der Delinquent den Kopf nicht bewegen konnte. Jetzt öffnete der Scharfrichter ein sauberes Futteral, mit der Jahreszahl 1878 in Golddruck darauf, nahm das Richtbeil und trennte mit einem Schlage den Kopf vom Rumpf […].“

Am 2. Juni 1878, nur drei Wochen nach Hödels Attentat auf den Kaiser, erfolgte ebenfalls Unter den Linden ein erneutes Attentat, bei dem Karl Eduard Nobiling den Kaiser schwer verletzte. Reichskanzler Bismarck konnte nach der Reichstagswahl vom 30. Juli 1878 das Sozialistengesetz durch den Reichstag verabschieden lassen.